# 市川和紙
市川和紙(いちかわわし)は、山梨県西八代郡市川三郷町の市川大門地区で製造されている和紙である。製法から市川大門手漉和紙(いちかわだいもんてすきわし)と呼ばれることもある。

## 歴史
山梨県の旧国名である甲斐国の和紙の歴史は古く、正倉院の書物には756年（天平勝宝8歳）に「甲斐の国より朝廷へ紙の原料となる麻が納められた」との記録がある。また、773年（宝亀4年）に紙の産地として甲斐の名前がある。
市川大門の和紙については源義清の家臣で、紙工でもあった甚左衛門が技術を教えたとされている。また、同所にあった平塩寺の書物では延応2年（1240年）多くの漉家があり、漉出される紙を写経に使用していたことが記されている。
戦国時代は武田氏の、江戸時代は徳川幕府の御用紙として発展・保護されていた。幕末期には横浜開港に際して八代郡東油川村の甲州屋忠右衛門が生糸など甲州産物を販売する「甲州屋」を出店すると、市川和紙も横浜において販売される。
明治時代以降は洋紙の発展と製法機械化により本来の手漉を行なう業者は減少していき、現在は「豊川製紙」1社のみとなっている。一方で市川大門地区には機械を使用した市川和紙の工場が多くあり、障子に使用される紙の40％が市川和紙を使用している。